# Altertheim
Altertheim é um município da Alemanha, situado no distrito de Würzburgo, no estado da Baviera. Tem 24,08 km² de área, e sua população em 2023 foi estimada em 2.046 habitantes.